# 1999 XW85
1999 XW85 är en asteroid i huvudbältet som upptäcktes den 7 december 1999 av LINEAR i Socorro County, New Mexico.
Asteroiden har en diameter på ungefär 18 kilometer och den tillhör asteroidgruppen Themis.